# Port lotniczy Fukushima
Port lotniczy Fukushima (jap. 福島空港 Fukushima Kūkō) – międzynarodowy port lotniczy położony w pobliżu miasta Sukagawa, w prefekturze Fukushima, na wyspie Honsiu, w Japonii. 

## Linie lotnicze i połączenia

### Krajowe
- All Nippon Airways (Sapporo-Chitose)
- Ibex Airlines (Osaka-Itami)
- Japan Airlines (Osaka-Itami, Osaka-Kansai)
- Japan Transocean Air (Okinawa) [do końca lutego 2009]

### Międzynarodowe
- Asiana Airlines - (Seoul-Incheon)
- China Eastern Airlines (Szanghaj-Pudong)